# Cretaceothele lata
Cretaceothele lata, è una specie fossile di ragni mesothelae, l'unica del genere Cretaceothele e della famiglia dei Cretaceothelidae.

## Distribuzione e habitat
Questa specie è stata scoperta all'interno di ambra rinvenuta in Birmania, datata come risalente al Cretaceo.

## Pubblicazioni
- Jörg Wunderlich, On the evolution and the classification of spiders, the Mesozoic spider faunas, and descriptions of new Cretaceous taxa mainly in amber from Burmese (Burma) (Arachnida: Araneae), in Beiträge zur Araneologie, vol. 9, 2015,  pp. 21-408.
- Jörg Wunderlich, New and rare fossil spiders (Araneae) in mid Cretaceous amber from Myanmar (Burma), including the description of new extinct families of the suborders Mesothelae and Opisthothelae as well as notes on the taxonomy, the evolution and the biogeography of the Mesothelae, in Beiträge zur Araneologie, vol. 10, 2017,  pp. 72-279.